# Numuyel
Numuyel (Schreibvariante: Numuyall) ist eine Ortschaft im westafrikanischen Staat Gambia.
Nach einer Berechnung für das Jahr 2013 leben dort etwa 3994 Einwohner, das Ergebnis der letzten veröffentlichten Volkszählung von 1993 betrug 3120.

## Geographie
Numuyel liegt am südlichen Ufer des Gambia-Fluss in der Upper River Region, Distrikt Fulladu East. Der Ort liegt rund 3,5 Kilometer südöstlich von Sotuma Sere, an der South Bank Road entfernt. Eine Straße nach Numuyel zweigt ein Kilometer nordöstlich nach Süden ab. Weitere vier Kilometer nach Süden liegt an der Grenze zu Senegal der Ort Gambissara.